# Vittinge socken
Vittinge socken i Uppland ingick i Torstuna härad, ingår sedan 1971 i Heby kommun, sedan 2007 i Uppsala län (före 2006-12-31 i Västmanlands län), och motsvarar från 2016 Vittinge distrikt.
Socknens areal är 135,95 kvadratkilometer, varav 132,85 land. År 2000 fanns här 2 371 invånare. Tätorten Morgongåva samt tätorten och kyrkbyn Vittinge med sockenkyrkan Vittinge kyrka ligger i socknen.

## Administrativ historik
Vittinge socken omtalas första gången 1314 ('De Hvittinge'). Vittinge kyrkas äldsta delar härrör troligen från omkring 1250.
Vid kommunreformen 1862 övergick socknens ansvar för de kyrkliga frågorna till Vittinge församling och för de borgerliga frågorna till Vittinge landskommun. Landskommunen uppgick 1971 i Heby kommun, som 2007 överfördes från  Västmanlands län till Uppsala län.
1 januari 2016 inrättades distriktet Vittinge, med samma omfattning som församlingen hade 1999/2000.  
Socknen har tillhört län, fögderier, tingslag och domsagor enligt vad som beskrivs i artikeln Torstuna härad.  De indelta soldaterna tillhörde Västmanlands regemente, Salbergs kompani och Livregementets grenadjärkår, Östra Västmanlands kompani.

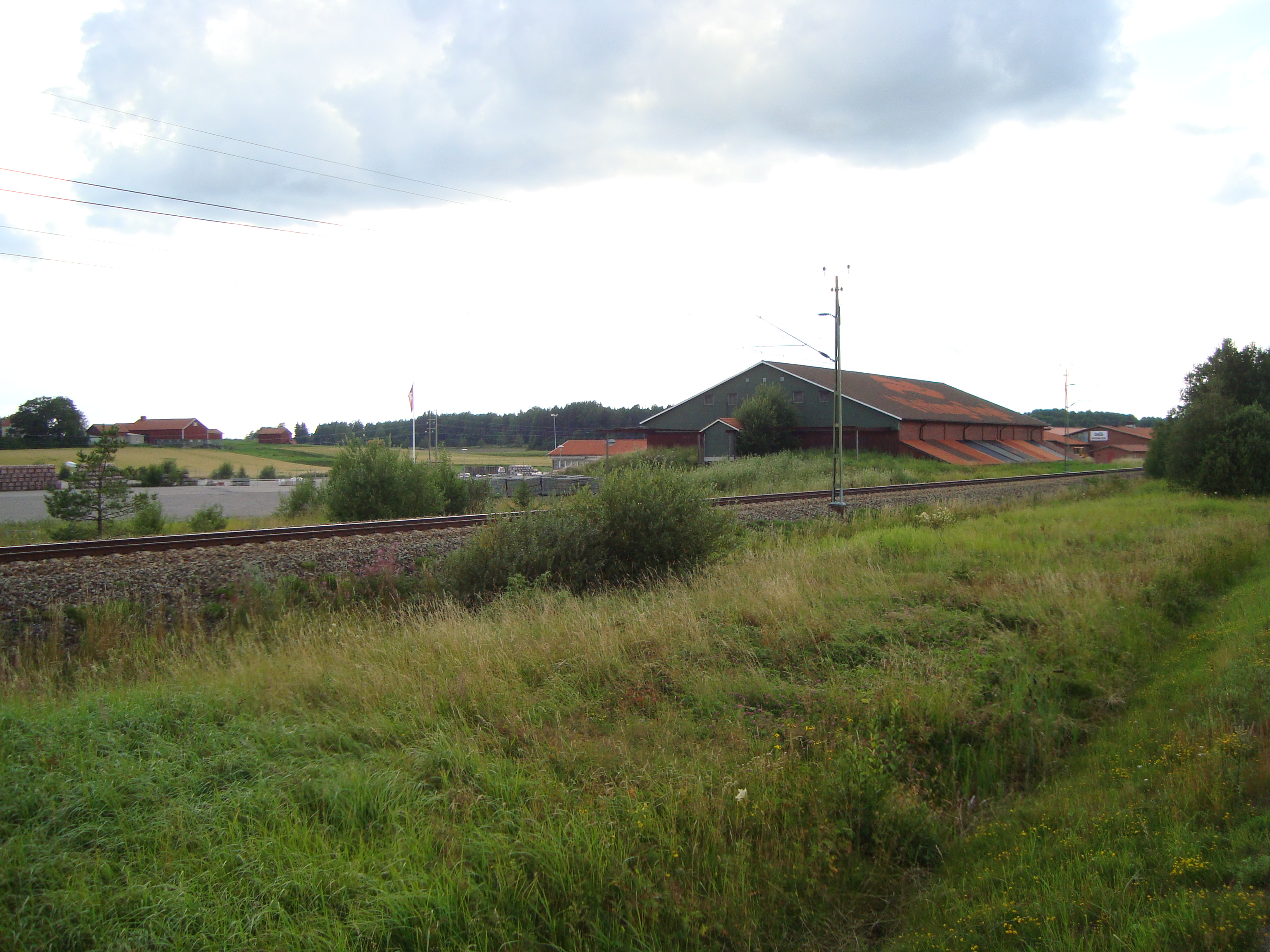
Vittinge tegelbruk

## Geografi
Vittinge socken ligger kring Skattmansöån samt sjöarna Tenasjön, Ekholmssjön, Axsjön och Ramsjön. Socknen har dalgångsbygd vid ån och är i övrigt en skogsbygd.
Socknen korsas i öst-västlig riktning av riksväg 72 (Uppsala-Sala). Inom socknen ligger Skattmansö gård samt Upplands högsta punkt.

## Fornlämningar
Här finns 17 stenåldersboplatser. Dessa är i regel fångstboplatser från mesolitisk tid. De flesta fornlämningar ligger inom tre gravfält från yngre järnåldern. Det finns sex runstenar U 1170–U 1175, av vilka två saknar innebörd och en saknar runor. I socknens södra del ligger Östlunda fornborg vid Skattmansö gård.

## Namnet
Namnet (1344 Hwitunge) kommer från kyrkbyn. Efterleden är inbyggarbeteckningen inge. Förleden är ett ortnamn vit, kanske taget från en nu försvunnen sjö vid kyrkan.